# Rey Cósmico Jr.
Cósmico, även känd som Rey Cósmico Jr. och Cósmico Único, född 19 april 2003 i Puerto de Veracruz, är en mexikansk fribrottare inom den mexikanska stilen lucha libre. Han har tidigare även använt ringnamnen Guerrero Cósmico och Flash Boy.

## Karriär
I maj 2024 hävdade sig Cósmico att han brottats i åtta år, det vill säga han debuterade 2016 som tolvåring. Först under namnet Flash Kid, senare under namnet Flash Boy. Under gimmicken Flash Boy brottades han i Desastre Total Ultraviolento år 2017. Efter många år av brottning på lokala evenemang i Veracruz, tränad i den historiska Arena Fraternidad 2000 så bestämde sig Cósmico för att satsa helhjärtat på brottningen under 2023 när han var klar med skolan. Han flyttade från Veracruz till Mexico City och in i Big Luchas dojo i Iztapalapa. Big Lucha är ett förbund, grundat och delägt av Bandido, känd från All Elite Wrestling.
Den 11 november 2023 besegrade Rey Cósmico Jr. brottaren Águila de Bronce i det Xalapa-baserade förbundet Lucha Libre Radioactiva för att vinna den inaugurala turneringen Beca Radioactiva, en turnering där resultaten inte var uppgjorda på förhand till skillnad från övrig fribrottning. Utan istället valde flera domare vinnaren oavsett vem som vann eller förlorade matchen.
Cósmico är känd för sina innovativa manövrar, där han bland annat går på ringrepen och utför tekniskt svåra manövrar, likt Rey Fénix och Komander. Sedan 2024 brottas han även i Grupo Internacional Revolución (IWRG), Mexikos tredje största lucha libre-förbund inför 4 000 åskådare i Arena Naucalpan, samt i det Texas-baserade förbundet 915-656 tillsammans med bland andra Metalik och Septimo Dragón.